# Vrchoslavice
Vrchoslavice är en ort i Tjeckien.   Den ligger i regionen Olomouc, i den östra delen av landet, 220 km öster om huvudstaden Prag. Vrchoslavice ligger 206 meter över havet och antalet invånare är 601.
Terrängen runt Vrchoslavice är platt. Runt Vrchoslavice är det ganska tätbefolkat, med 70 invånare per kvadratkilometer. Närmaste större samhälle är Prostějov, 17,2 km norr om Vrchoslavice. Trakten runt Vrchoslavice består till största delen av jordbruksmark.